# Lei de Responsabilidade das Estatais
A Lei 13.303/2016, também conhecida como Lei de Responsabilidade das Estatais, ou Lei das Estatais, é uma lei que rege sobre as empresas estatais no Brasil, definindo regras mais rígidas no que diz respeito a compras, licitações e nomeação de diretores, presidentes e membros do conselho administrativo. A lei teve como relator Tasso Jereissati e foi sancionada pelo presidente Michel Temer, em julho de 2016.

## História
A Lei 13.303 foi criada em 2016, em meio a uma série de investigações que indicaram o uso político de empresas estatais. No contexto da operação Lava Jato, foram investigados escândalos de corrupção envolvendo a Petrobras e empreiteiras que se organizavam em cartéis para pagar propina para membros executivos do alto escalão da empresa e agentes públicos, proveniente de contratos superfaturados. A propina era distribuída por doleiros, que disfarçavam a origem ilícita do dinheiro a partir de contratos com empresas de fachada ou movimentações financeiras em outro países. Como resposta, a lei foi promulgada com o intuito de restringir a interferência política na gerência das empresas.

## Escopo
A Lei das Estatais introduziu normas de governança e impôs um novo regime licitatório para as empresas públicas, sociedades de economia mista e suas subsidiárias, abrangendo todas as esferas de governo.

### Normas de governança e transparência
Em seu artigo 17, foram estabelecidos alguns pré-requisitos e vedações para a os membros do Conselho de Administração e indicados para os cargos de diretor, inclusive presidente, diretor-geral e diretor-presidente.
Art. 17. Os membros do Conselho de Administração e os indicados para os cargos de diretor, inclusive presidente, diretor-geral e diretor-presidente, serão escolhidos entre cidadãos de reputação ilibada e de notório conhecimento, devendo ser atendidos, alternativamente, um dos requisitos das alíneas “a”, “b” e “c” do inciso I e, cumulativamente, os requisitos dos incisos II e III:

I - ter experiência profissional de, no mínimo:
a) 10 (dez) anos, no setor público ou privado, na área de atuação da empresa pública ou da sociedade de economia mista ou em área conexa àquela para a qual forem indicados em função de direção superior; ou
b) 4 (quatro) anos ocupando pelo menos um dos seguintes cargos:
1. cargo de direção ou de chefia superior em empresa de porte ou objeto social semelhante ao da empresa pública ou da sociedade de economia mista, entendendo-se como cargo de chefia superior aquele situado nos 2 (dois) níveis hierárquicos não estatutários mais altos da empresa;
2. cargo em comissão ou função de confiança equivalente a DAS-4 ou superior, no setor público;
3. cargo de docente ou de pesquisador em áreas de atuação da empresa pública ou da sociedade de economia mista;
c) 4 (quatro) anos de experiência como profissional liberal em atividade direta ou indiretamente vinculada à área de atuação da empresa pública ou sociedade de economia mista;
II - ter formação acadêmica compatível com o cargo para o qual foi indicado; e

III - não se enquadrar nas hipóteses de inelegibilidade previstas nas alíneas do inciso I do caput do art. 1º da Lei Complementar nº 64, de 18 de maio de 1990 , com as alterações introduzidas pela Lei Complementar nº 135, de 4 de junho de 2010.
Os requisitos previstos do inciso I são dispensáveis para a indicação de empregado da empresa pública ou da sociedade de economia mista, desde que tenha ingressado por meio de concurso público de provas ou de provas e títulos; tenha mais de 10 anos de trabalho efetivo na empresa pública ou na sociedade de economia mista ou tenha ocupado cargo na gestão superior da empresa pública ou da sociedade de economia mista.
A lei determina que 25% dos membros do Conselho de Administração seja formado por membros independentes. Também é exigida a criação de um comitê estatutário para avaliar a indicação dos membros para o conselho.

### Licitações e contratos
Até o ano de 2016, as empresas públicas e sociedades de economia mista, assim como os demais entes da administração pública direta e indireta, eram regidas pela Lei 8.666/1993, que versa sobre as normas gerais de licitação e contratos. A Lei das Estatais, ao regulamentar o artigo 173, § 1º, da Constituição Federal, que prevê que a lei deve estabelecer o estatuto jurídico das estatais e subsidiárias que explorem atividade econômica de produção ou comercialização de bens ou de prestação de serviços, alterou as normas licitatórias para essas empresas. Como tal artigo não faz referência a empresas prestadoras de serviços públicos, que também foram disciplinadas pelo novo regime, a Lei das Estatais foi alvo de uma ação no STF que teve como um dos fundamentos a alegação de que estaria o regulamentando o artigo de forma inadequada.

## Alterações na lei
Em dezembro de 2022, a Câmara dos Deputados aprovou um projeto que flexibilizou um trecho da lei referente a indicação de políticos para cargos de presidente e diretor em empresas púbicas e agências reguladoras, reduzindo de 36 meses para 30 dias o período de quarentena dos indicados. A mudança foi criticada por algumas sociedades empresariais.